# Victor-Marie d’Estrées

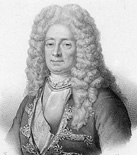
Victor-Marie, Herzog von Estrées

Victor Marie Estrées, Herzog von Estrées (* 30. November 1660 in Paris; † 27. Dezember 1737 ebenda) war ein französischer Militär und Staatsmann, Marschall, Vizeadmiral und Pair von Frankreich.

## Leben
Victor-Marie stammte aus der einflussreichen französischen Adelsfamilie der Estrées. Er war der Sohn des Marschalls Jean Estrées, Graf von Estrées (1624–1707) und der Enkel des Marschalls François Annibal d’Estrées, Herzog von Estrées (um 1573–1670). Verheiratet war er mit Lucie Félicité de Noailles, Tochter des Marschalls von Frankreich Anne Jules de Noailles, Herzog von Noailles.
Er beteiligte sich als Schiffskapitän an den Expeditionen seines Vaters nach Amerika, Tripolis und Algier. Im Jahr 1690 war er einer der Geschwaderbefehlshaber in der Seeschlacht von Beachy Head. Er befehligte im März 1691 die Galeeren, welche die Einnahme von Villafranca, Nizza und Oneglia bewirkten, und bombardierte 1697 Barcelona und Alicante. 1703 zum Marschall von Frankreich und zum spanischen Granden erhoben, trug er wesentlich zum Seesieg in der Schlacht bei Vélez-Málaga (1704) bei, wurde nach dem Tod seines Vaters Gouverneur von Nantes und Coucy sowie Vizekönig von Neufrankreich.
1715 wurde er zum Präsidenten des Marinerats und zum Vizepräsidenten des Handelsrats ernannt, 1717 in den Regentschaftsrat eingeführt und 1720 mit dem Gouvernement der Bretagne betraut. Später gelangte er auch zur Herzogswürde, wurde 1733 in den Staatsrat aufgenommen und empfing 1734 die Auszeichnungen eines ersten Marschalls von Frankreich. Estrées war Mitglied mehrerer Akademien. 1707 wurde er Ehrenmitglied der Académie des sciences und 1726 der Académie royale des inscriptions et belles-lettres.
Er starb am 27. Dezember 1737 in Paris.